# Константий Дука
Константий Дука (на старогръцки: Κωνστάντιος Δούκας; на латински: Konstantios Dukas; * 1060; † 18 октомври 1081, Дирахиум) е византийски съимператор от 1060 до 1078 г. и претендент за трона през 1078/1079 г.

## Биография
Константий Дука произлиза от византийската благородническа фамилия Дука. Негов баща е император Константин X, който управлява от 1059 до 1067 г. Майка му е Евдокия Макремволитиса (1021 – 1096), регентка на империята от 1067 и 1071 г., която след смъртта на баща му се омъжва за Роман Диоген, който управлява империята от 1068 до 1071 г. като император Роман IV. В историческите извори името му фигурира под две форми – Михаил Аталиат и Анна Комнина го споменават като Константий (на гръцки: Κωνστάντιος), а Михаил Глика и Никифор Вриений – като Константин (на гръцки: Κωνστάντινος), а Михаил Псел използва и двете имена. Налага се обаче мнението, че истинското му име е Константий, с което е посочен в един ръкопис, съставен през 1060/61 г., и с което се е подписал върху един хрисовул от 1074 г.
Михаил Псел съобщава, че Константий е роден по-малко от година след възцаряването на баща му, поради което традиционно се приема, че е роден през 1160 г. Константий Дука е най-малкият син на Константин X, но единственият, който е роден след неговото възкачване на трона, и затова носи почетното име „Порфирогенит“ (роден в Порфира, Багренородни), понеже е роден в Порфирната зала (пурпурната, багрената) на Големия дворец в Константинопол. Според думите на Михаил Псел, веднага след раждането си Константий е коронован за съимператор, докато двамата му по-големи братя – Михаил и Андроник, – които били родени преди възцаряването на баща им, по това време се ползвали все още със статут на частни лица, а най-големият Михаил бил коронясан веднага след Константий. Въпреки че тази информация се потвърждава и от Йоан Зонара, изледователят Деметриос Полемис е на мнение, че макар и Константин X да е имал специално отношение към багренородния си син, той най-вероятно е удостоил Константий с императорско достойнство едва след коронясването на брат му Михаил.
Когато император Константин X умира през 1067 г., Константий е на седем години, а брат му Михаил, номиналният наследник на трона, е още непълнолетен, поради което майка им Евдокия поема регентството. По време на първото регентство на Евдокия (22 май – 31 декември 1067) Константий официално споделя престола с брат си Михаил и майка им, но изглежда той заема най-ниското място в йерархията на властта. Псел съобщава, че императрицата стояла на трона между синовете си, а те се вцепенявали от страх и благоговение пред майка си.
Позицията си във властта Константий запазва и при управлението на Роман IV, който поема императорския скиптър, след като през 1068 г. се жени за императрицата. По това време обаче Константий се ползва с първенство пред по-големия си брат Андроник, който бил коронясан за съимператор от Роман IV.
В първите години от самостоятелното управление на Михаил VII Дука Константий продължава да е младши император заедно с брат си Андроник, заедно с когото Константий се подписва официален държавен документ. По това време обаче името му вече се поставя на последно място след това на Андроник, което говори, че Константий е бил поставен в по-ниска позиция в йерархията, а това някои изследователи приемат като потвърждение на думите на самия Константий, че брат му Михаил VII не се е отнасял добре с него. Все пак в ранния етап от управлението на Михаил VII Константий е бил смятан за легитимен наследник на престола – позиция, от която е лишен след раждането на Константин Дука Багренородни – сина на Михаил VII. Във връзка с позицията му на престолонаследник могат да бъдат разглеждани плановете на Михаил VII Дука да ожени брат си за една от дъщерите на Робер Гискар, засвидетелствани в две писма на Псел, написани от името на императора и адресирани до Гискар. Само две години по-късно, когато новият престолонаследник вече е роден, Константий е изключен от плановете за династичен брак с норманска принцеса – мястото му обаче е заето от Константин Багренородни, за когото в крайна сметка е договорено да се ожени за дъщерята на Гискар.
Следващите сведения за Константий Дука се отнасят към 1077 г., когато той вече се споменава като приятел и другар на Алексий Комнин. От това време са плановете на Константий да ожени Алексий за сестра си Зоя, поради което от самото начало той е зле настроен срещу планирания брак между Алексий и Ирина Дукина. В края на същата 1077 г. Константий и Алексий командват отбраната на градските стени срещу силите на Йоан Вриений.  Една изненадваща и своевременна контраатака, организирана от Алексий Комнин, води до впечатляващо пленяване на двадесет вражески войници, а това печели на Комнин похвали от самия император. Не успял да вземе участие в този триумф, Константий бил обзет от завист и яд и упрекнал Алексий, че не го е поканил да вземе участие в атаката над врага.
Няколко месеца по-късно – през 1078 г., когато настъпил заключителният етап от бунта на Никифор Вотаниат, император Михаил VII, готвейки се да абдикира от престола, решава да предложи властта на брат си Константий. Михаил VII обаче споделя тези планове първо на Алексий Комнин, който одобрява тази смяна на властта и се постарава да получи от императора писмено обещание за това. След това Алексий отнася писмото на Константий и го призовава да бърза към двореца, за да приеме властта от брат си, който се готвел да се оттегли в манастир. Преценявайки добре ситуацията с развитието на въстанието на Вотаниат, чийто успех вече бил почти сигурен, Константий отхвърля рискованото предложението и предпочита да признае властта на Вотаниат, за да спечели благоразположението на новия император. Поради тази причина в навечерието на триумфалното влизане на Вотаниат в града, т.е. на 2 април 1078 г., Константий, придружен от Алексий Комнин, прекосява Босфора и се явява в лагера на Вотаниат в Пренетос, на южния бряг на протока на Никомедия. Първоначално Вотаниат оказва хладен прием на неочакваните гости, но заговорил първо Алексий, който започнал да обяснява колко зло приятелят му изтърпял от ръцете на Михаил и добавил, че сега Константий се надявал на по-добри времена и търсил бащинска закрила. В удобния момент Константий сам взема думата и заявява, че независимо от лошото отношение на брат си, той никога не би могъл да допусне дори мисълта да му измени като на император и че сега предлага същата непоклатима лоялност към новия император. Вотаниат остава доволен от предложената му вярност, поради което, след като установява властта си в столицата, се отнася благосклонно към Константий – последният се радвал на прителското отношение на Вотаниат, често бил канен в двореца за компания на масата му, но най-важното според Михаил Аталиат било, че имотите и приходите на Константий остават непокътнати.
Приятелските отношения между Константий и Вотаниат обаче не продължават дълго. Съвсем скоро Константий си спомнил за властта, която му се изплъзнала и решава отново да я спечели. Възможност за това му се отдала през пролетта на 1078 г., когато Вотаниат изпраща една войска към Никея, откъдето да води сражения срещу селджукските турци. Очевидно недобре въоръжени, войниците отказали да се сражават, ако не получат подкрепления. Принуден да се съобрази с исканията, Вотаниат събира един корпус от атанати, които били добре обучени за война, но се отличавали с лоша дисциплина. Когато корпусът на атанатите достига до Хризополис и се очаквало да се съединят с останалата войска, към тях се присъединява и Константий. Там той успява да убеди част от атанатите да го обявят за император. Липсва му обаче масова подкрепа, поради което между поддръжниците му и несъгласните войници започва бой. Едва след девет часа бой хората на Константий успяват да надвият. Междувременно новините за случилото се достигат Константинопол, където Вотаниат взема мерки въстанието да не се прехвърли на европейския бряг и да не обхване столицата. Изтощени от битката с другарите си, поддръжниците на Константий, които получили обещание за помилване от столицата, се отвръщат от него, залавят го и го предават на Вотаниат. В Константинопол Константий е замонашен насила и заточен на неизвестен остров.
След възцаряването на Алексий Комнин на 1 април 1081 г., новият император призовава Константий обратно в столицата и му поверява команден пост в армията. Константий Дука е представен сред командирите, които по време на норманската война от есента на 1081 съветват императора да продължи действията срещу норманите.
Константий Дука е убит на 18 октомври 1081 г. в битката при Дирахиум
Не е известно дали Константий Дука се е женил и дали има деца.